# Dehnhaide
Dehnhaide – stacja metra hamburskiego na linii U3. Stacja została otwarta 1 marca 1912. Znajduje się w dzielnicy Barmbek-Süd.

## Położenie
Dehnhaide jest stacją położoną na wiadukcie. Tytułowa ulica przebiega na północ od peronu. Tutaj również znajdują się wejścia do stacji metra.